# Dodge Dart (2013)
De Dodge Dart is een sedan uit de compacte middenklasse die door de Amerikaanse autofabrikant Dodge geproduceerd werd tussen 2012 en 2016. De auto werd gepresenteerd op de North American International Auto Show in januari 2012 en kreeg de modelnaam Dart, die tussen 1960 en 1976 ook al werd gebruikt voor een andere modelserie. De Dart deelde het autoplatform met de Alfa Romeo Giulietta, Fiat Bravo en Lancia Delta. De productie van de Dart werd gestopt in september 2016 wegens tegenvallende verkoopcijfers.
Een variant van de Dart werd tot 2017 in China geproduceerd door GAC Fiat Chrysler Automobiles als de Fiat Viaggio en de hatchback-variant Fiat Ottimo voor de Chinese markt.

## Geschiedenis
Chrysler onhulde in 2006 de Dodge Hornet, een mini-MPV conceptauto. Deze zou in 2010 op de markt komen, maar werd geschrapt vanwege de financiële crisis van 2009 en de herstructurering van de Chrysler Group. Na de overname van Chrysler door Fiat eind 2010 werd het Dodge Hornet-concept herwerkt om een Fiat-platform te gebruiken. Dit was hoofdzakelijk een politieke beslissing omdat Chrysler in ruil voor subsidies een model met een laag brandstofverbruik aan zijn assortiment moest toevoegen.

## Dodge modellen
De Dodge Dart werd aangeboden in vijf uitrustingsniveaus: SE, SXT, Limited, Aero en GT. Het SE-niveau was de standaarduitrusting met de 2,0-liter motor en een manuele zesversnellingsbak, een stoffen interieur en radio-CD-speler. Airconditioning en een automatische zesversnellingsbak waren optioneel verkrijgbaar. Het SXT-niveau maakte gebruik van de 1,4-liter turbomotor en bood meer standaarduitrusting met onder andere 16-inch lichtmetalen velgen, Bluetooth, satellietradio, airconditioning en deurgrepen en zijspiegels in koetswerkkleur. Het Limited-niveau maakte eveneens gebruik van de 1,4-liter turobomotor en was de luxe-uitvoering met onder andere 17-inch lichtmetalen velgen, een lederen interieur met verwarmde kuipzetels vooraan en GPS nagivatie. Het Aero-niveau was een variant van SXT met de focus op energiezuinigheid. het GT-niveau ten slotte was de topuitvoering van de Dart met een 2,4-liter motor, lederen interieur en 18-inch lichtmetalen velgen.
De Dart was uitgerust met tal van veiligheidsvoorzieningen, zoals remassistentie, remblokkeerdifferentieel, remondersteuning bij regen, ESP, tractiecontrole, ABS, elektronische rolbeperking, starthulp op hellingen, achteruitrijcamera en parkeerhulp achteraan.

### Technische gegevens
| Model     | Motor     | Motor                 | Motor         | Motor  | Overbrenging                   | Topsnelheid | Jaartal   |
| Model     | Inhoud    | Cilinders             | Vermogen      | Koppel | Overbrenging                   | Topsnelheid | Jaartal   |
| --------- | --------- | --------------------- | ------------- | ------ | ------------------------------ | ----------- | --------- |
| 1.4 Turbo | 1.368 cm³ | Fiat vier-in-lijn     | 119 kW/160 pk | 250 Nm | manuele 6-bak 6-traps DCT      | 222 km/u    | 2012-2016 |
| 2.0       | 1.995 cm³ | Chrysler vier-in-lijn | 119 kW/160 pk | 200 Nm | manuele 6-bak 6-traps automaat | 216 km/u    | 2012-2016 |
| 2.4       | 2.360 cm³ | Chrysler vier-in-lijn | 138 kW/184 pk | 232 Nm | manuele 6-bak 6-traps automaat | 227 km/u    | 2012-2016 |

### Fotogalerij

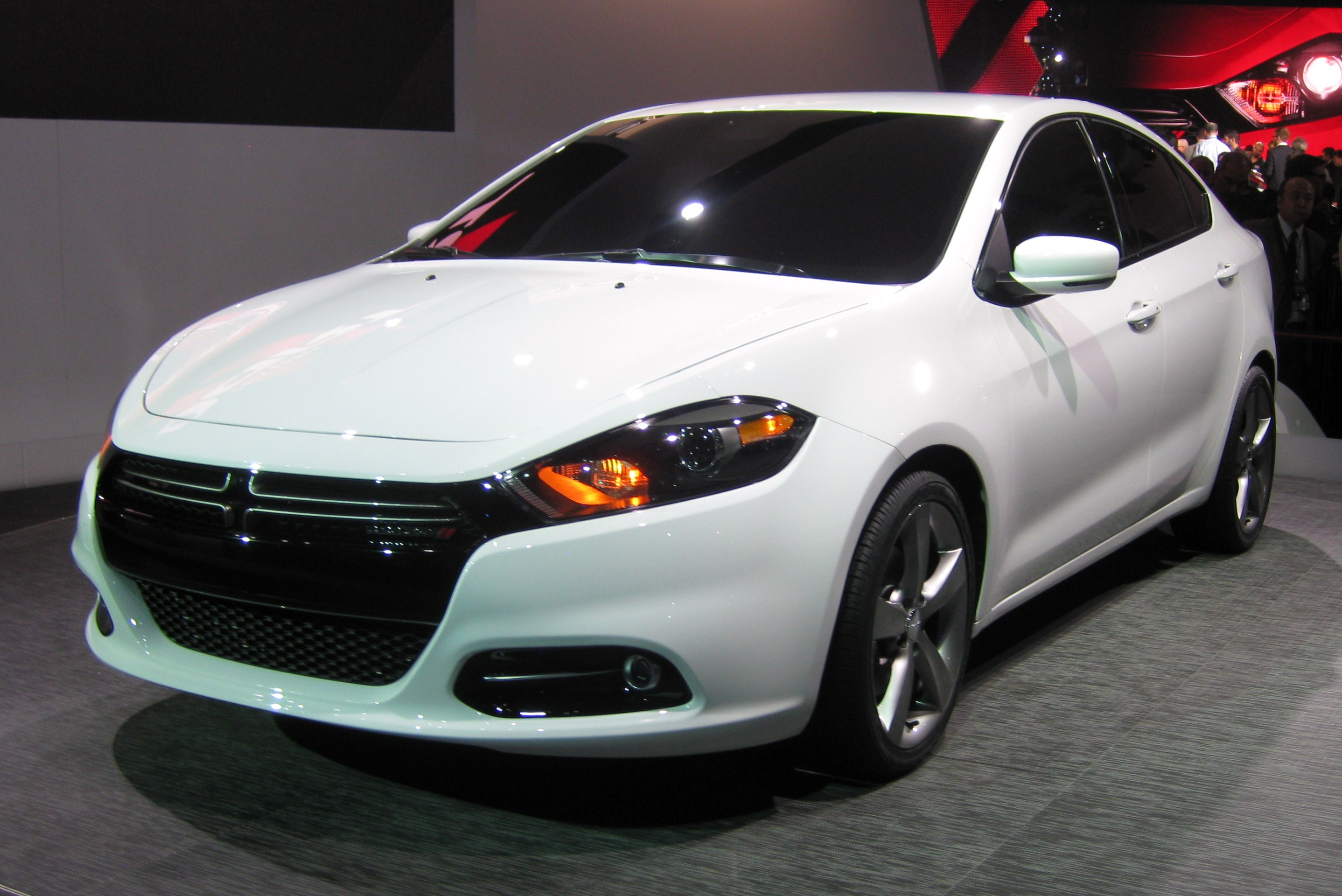
Dodge Dart
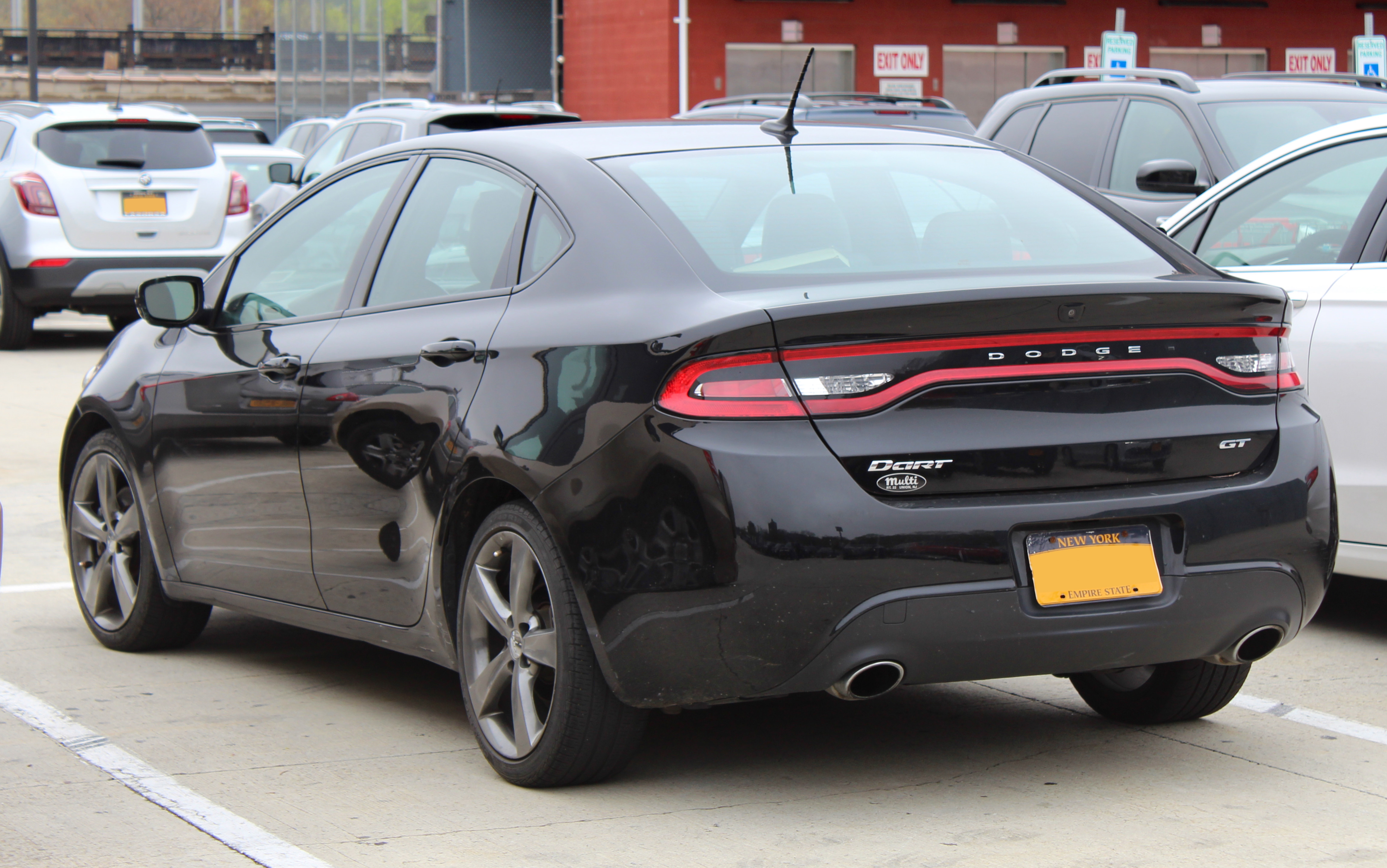
Dodge Dart, achteraanzicht
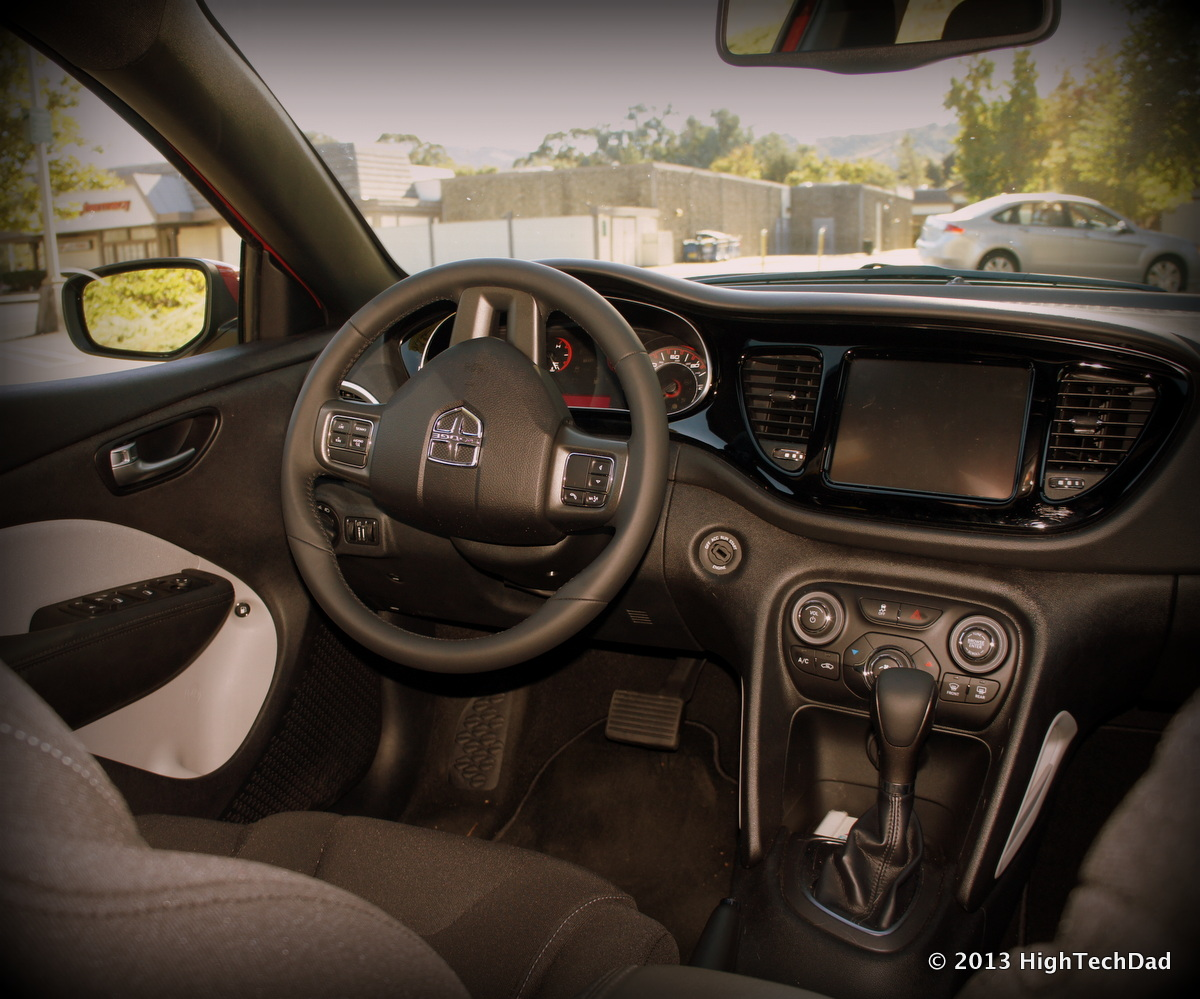
Dodge Dart, interieur

## Fiat modellen
De Fiat Viaggio (Nederlands: "reis") is een sedanversie van de Dodge Dart voor de Chinese markt, ontworpen door het Fiat Group Style Center in Turijn. De Viaggio werd onthuld op de Beijing International Auto Show in 2012 en kwam in het derde kwartaal van dat jaar op de markt.
De wagen werd aangedreven door een 1,4-liter turbomotor die 120 pk (88 kW) of 150 pk (110 kW) produceerde, in combinatie met een handgeschakelde vijfversnellingsbak of een zesversnellingsbak met dubbele koppeling. Van 2015 tot 2017 was een zevenversnellingsbak met dubbele koppeling standaard.
De Fiat Ottimo is een vijfdeurs hatchbackversie van de Viaggio voor de Chinese markt en werd geïntroduceerd op de Guangzhou Auto Show in 2013. De Ottimo biedt dezelfde motor en versnellingsbakken die standaard worden geleverd in de Viaggio.

### Technische gegevens
| Model     | Motor     | Motor             | Motor         | Motor  | Overbrenging              | Topsnelheid | Jaartal   |
| Model     | Inhoud    | Cilinders         | Vermogen      | Koppel | Overbrenging              | Topsnelheid | Jaartal   |
| --------- | --------- | ----------------- | ------------- | ------ | ------------------------- | ----------- | --------- |
| 1.4 Turbo | 1.368 cm³ | Fiat vier-in-lijn | 88 kW/120 pk  | 206 Nm | manuele 5-bak 6-traps DCT | 196 km/u    | 2012-2017 |
| 1.4 Turbo | 1.368 cm³ | Fiat vier-in-lijn | 110 kW/150 pk | 230 Nm | 6-traps DCT               | 207 km/u    | 2012-2017 |

### Fotogalerij

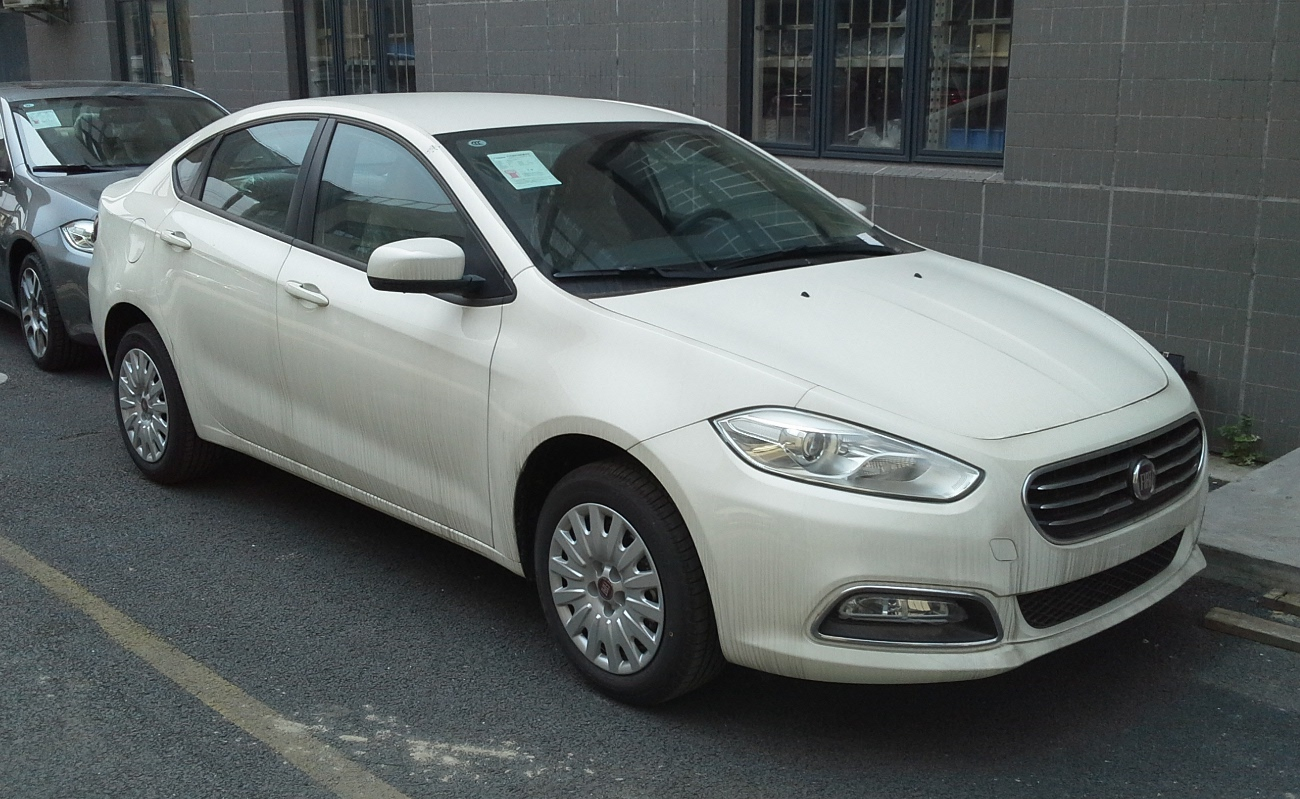
Fiat Viaggio
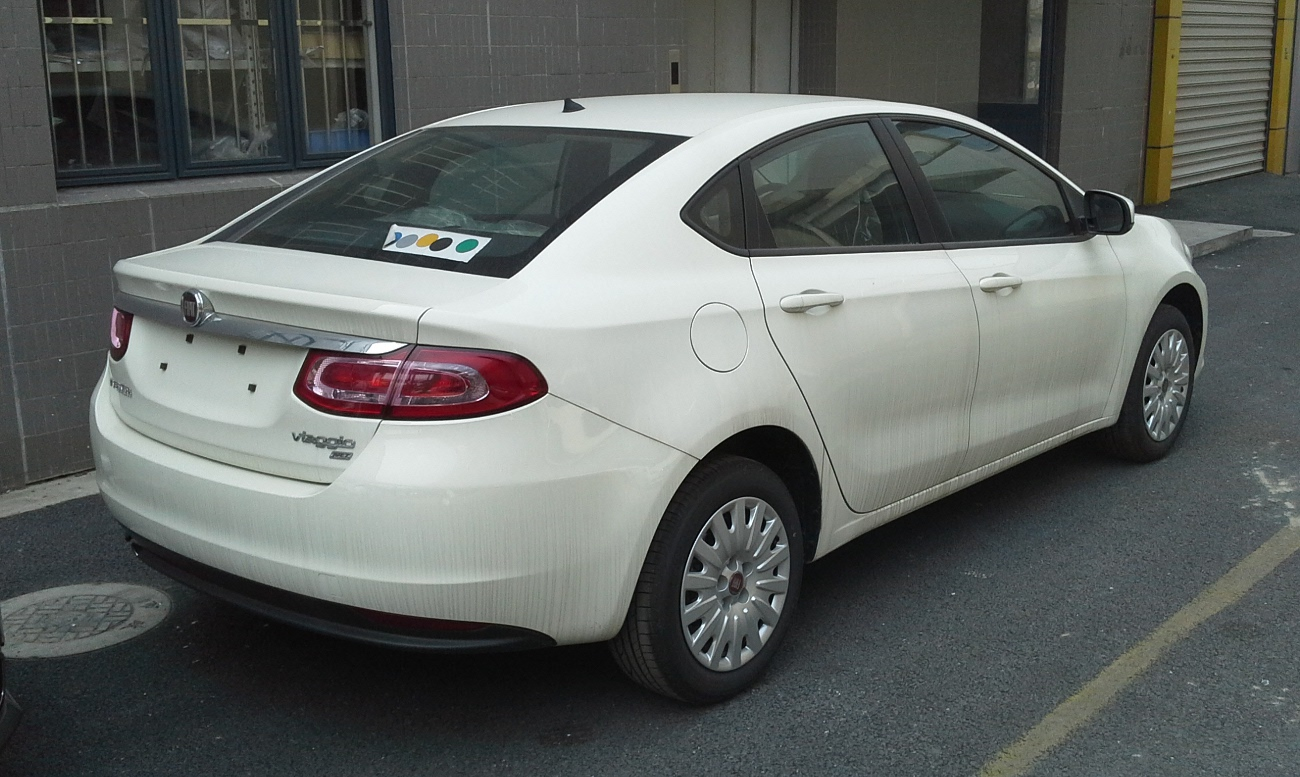
Fiat Viaggio, achteraanzicht
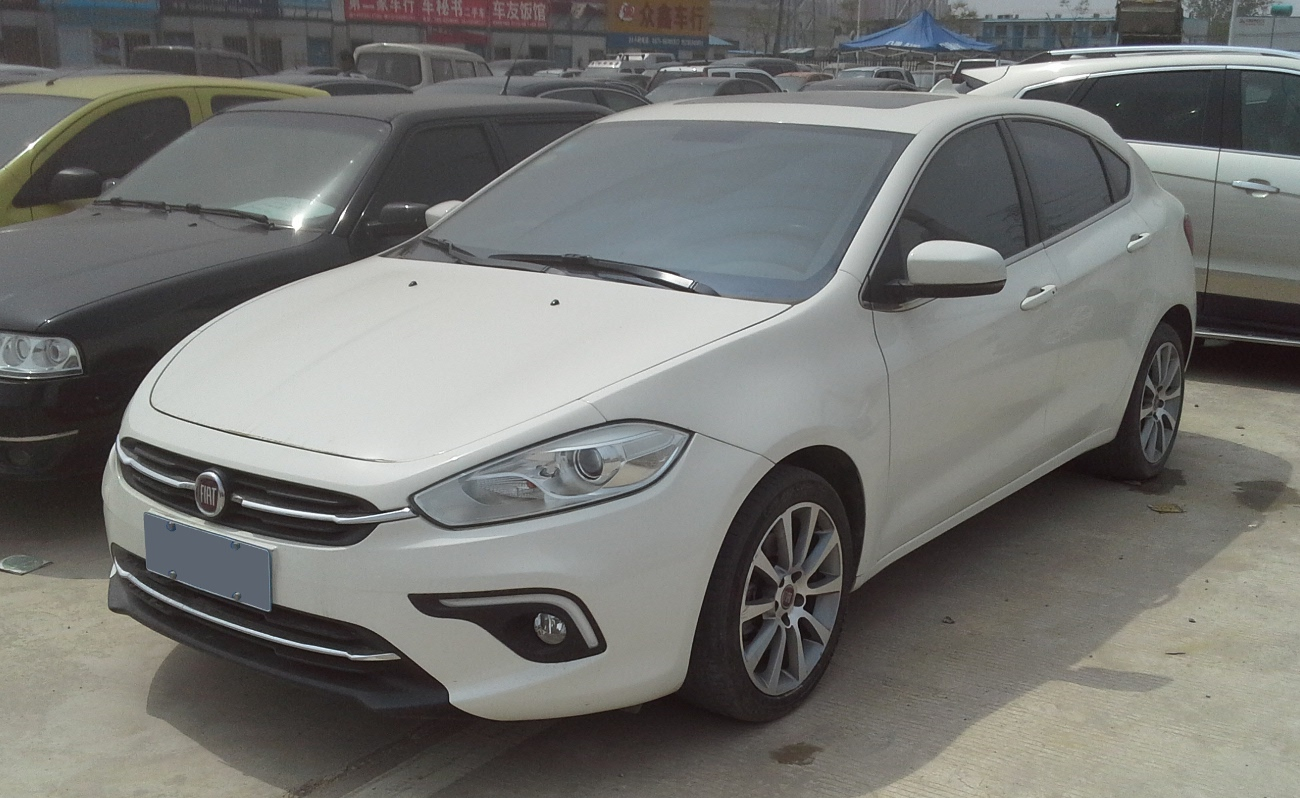
Fiat Ottimo
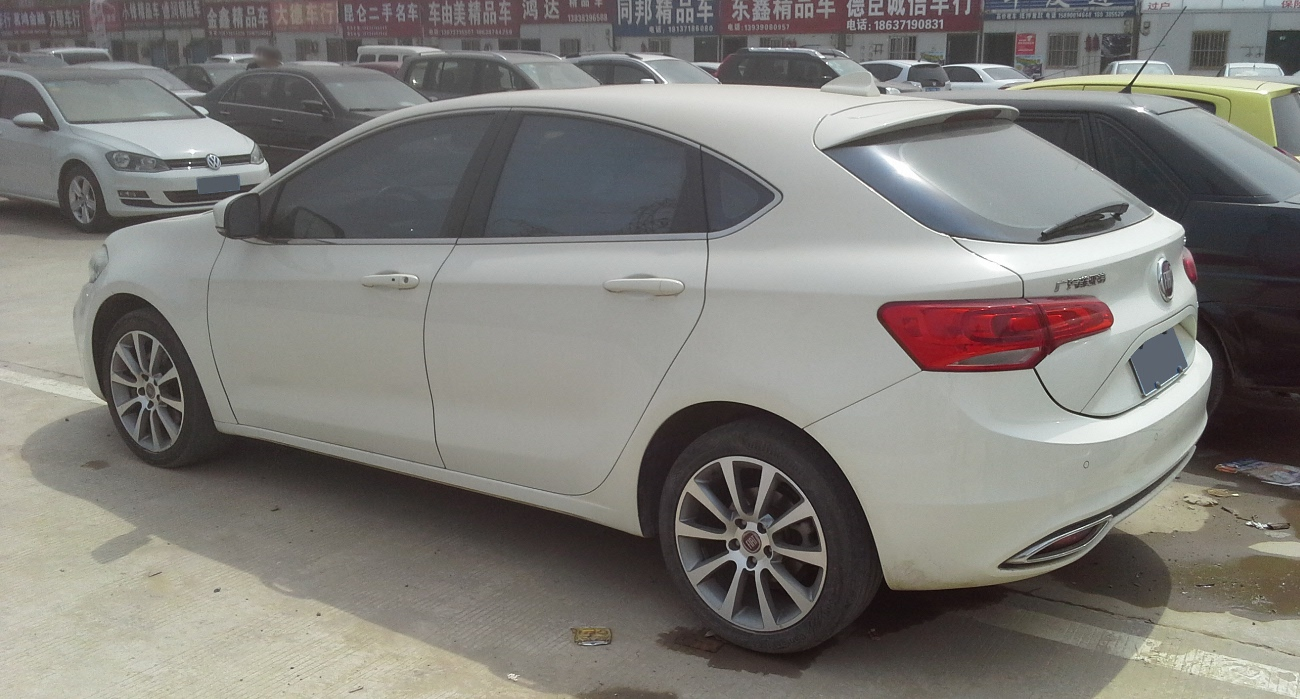
Fiat Ottimo, achteraanzicht